# Бенедиктов Іван Олександрович
Іван Олександрович Бенедиктов (нар. 23 березня (5 квітня) 1902, село Нова Вичуга Кінешемского повіту Костромської губернії, тепер у складі міста Вічуга Іваноовської області, Російська Федерація — 28 липня 1983, Москва) — радянський державний діяч, дипломат, міністр сільського господарства СРСР. Член ЦК КПРС (1939—1941, 1952—1971), кандидат у члени ЦК ВКП(б) (1941—1952). Депутат Верховної Ради СРСР 2-го, 4—5-го скликань. Доктор економічних наук.

## Біографія
Народився в родині поштового службовця — начальника поштово-телеграфної контори. Трудову діяльність розпочав у 1917 році чорноробом текстильної фабрики в селі Бонячках (нині місто Вичуга) Костромської губернії. У 1918—1920 роках — робітник сцени народного театру в місті Ардатові (тепер Мордовія).
У 1920—1923 роках — учень робітфаку імені Покровського в Москві. У 1923—1927 роках — студент економічного факультету Московської сільськогосподарської академії імені Тимірязєва.
У 1927—1928 роках — агроном-економіст в Наркоматі землеробства і Колгоспцентрі Узбецької РСР, заступник начальника планово-економічного бюро Наркомату землеробства Узбецької РСР. У 1928—1930 роках — заступник голови Колгоспцентру Узбецької РСР.
Член ВКП(б) з 1930 року.
У 1930—1931 роках — служба в Червоній армії, політичний керівник артилерійської батареї.
У грудні 1931—1932 роках — заступник директора Московського обласного тресту овочівницьких радгоспів. У 1932—1936 роках — директора Московського обласного тресту овочівницьких радгоспів.
У 1936—1937 роках — науковий співробітник Науково-дослідного колгоспного інституту.
У серпні 1937 — 21 квітня 1938 року — народний комісар зернових і тваринницьких радгоспів Російської РФСР. Одночасно, 5 березня  — 21 квітня 1938 року — заступник голови Ради народних комісарів Російської РФСР.
У квітні — 15 листопада 1938 року — 1-й заступник народного комісара землеробства СРСР.
15 листопада 1938 — 11 грудня 1943 року — народний комісар землеробства СРСР.
11 грудня 1943 — 19 березня 1946 року — 1-й заступник народного комісара землеробства СРСР.
19 березня 1946 — 4 лютого 1947 року — міністр землеробства СРСР.
4 лютого 1947 — 15 березня 1953 року — міністр сільського господарства СРСР. 15 березня 1953 року на четвертій сесії Верховної Ради СРСР Міністерство сільського господарства, Міністерство радгоспів, Міністерство лісового господарства, Міністерство заготівель були об'єднані в одне Міністерство сільського господарства і заготовок.
29 квітня — 1 вересня 1953 року — надзвичайний і повноважний посол СРСР в Індії. Вручення вірчих грамот відбулося 4 липня 1953 року.
1 вересня — 21 листопада 1953 року — міністр сільського господарства і заготовель СРСР.
26 листопада 1953 — 2 березня (офіційно 17 жовтня) 1955 року — міністр сільського господарства СРСР.
2 березня 1955 — 30 травня 1957 року — міністр радгоспів СРСР. Одночасно, у грудні 1956 — 30 травня 1957 року — заступник Голови Державної економічної комісії Ради Міністрів СРСР з поточного планування народного господарства.
7 червня 1957 — 16 квітня 1959 року — міністр сільського господарства Російської РФСР і заступник голови Держплану Російської РФСР.
24 квітня 1959 — 12 квітня 1967 року — надзвичайний і повноважний посол СРСР в Індії. Вручення вірчих грамот відбулося 26 червня 1959 року.
12 квітня 1967 — 19 січня 1971 року — надзвичайний і повноважний посол СРСР в Югославії. Вручення вірчих грамот відбулося 25 травня 1967 року.
З листопада 1970 по липень 1971 року — надзвичайний і повноважний посол СРСР з надзвичайних доручень.
З липня 1971 року — персональний пенсіонер союзного значення у Москві. Похований на Новодівочому кладовищі Москви.

## Нагороди
- чотири ордени Леніна
- орден Жовтневої Революції
- два ордени Трудового Червоного Прапора
- орден Дружби народів
- медаль «За оборону Москви»
- медаль «За доблесну працю у Великій Вітчизняній війні 1941—1945 рр.»
- медаль «За освоєння цілинних земель»
- медаль «Ветеран праці»
- медалі